# ادونچر (۱۸۵۰)
ادونچر (۱۸۵۰) (به انگلیسی: Adventure (1850)) یک کشتی بود که طول آن 25.08000  m بود. این کشتی در سال ۱۸۵۰ ساخته شد.